# 武藏小山站
武藏小山站（日语：／ Musashi-koyama eki */?）是一個位於東京都品川區小山三丁目，屬於東急電鐵目黑線的鐵路車站。車站編號是MG03。

## 歷史
- 1923年（大正12年）3月11日 - 此站啟用，當時稱為小山站[4]。當時還設置島式月台1面2線貨物月台[4]。
- 1924年（大正13年）4月20日 - 由於在東北本線已有相同名稱的小山站，改名為武藏小山站[5]。
- 1925年（大正14年）11月 - 站房改建[4]。
- 1937年（昭和12年）2月 - 撤除貨物線[4]。
- 1974年（昭和49年）6月 - 設置自動驗票閘門。
- 2000年（平成12年）8月6日 - 東急目蒲線分拆成目黑線及東急多摩川線，車站改屬目黑線。
- 2001年（平成13年）6月22日 - 月台門啟用[6]。
- 2006年（平成18年）7月2日 - 車站搬至新建成之地下車站[7]。
  - 從以前的地面1面2線改為地下2面4線。
  - 原計畫是側式月台2面2線，中央2線有通過線。由於此計畫的武藏小山站不停靠急行，在地方民眾的請願以及商店街與居民的資助下，改成島式月台2面4線構造。
- 2009年（平成21年）5月 - 站前廣場完成。
- 2010年（平成22年）9月17日 - 車站大樓啟用[8]。

## 站名由來
站名取自於本地地名。地名一說是取自近鄰的小山八幡神社，另一說是附近有小山而得名。
開業當時為「小山站」，為了避免與東北本線小山站混淆（但兩站念法不同），套上舊國名「武藏」為「武藏小山站」。

## 車站結構
本站為島式月台2面4線的地下車站。目黑側設有單渡線。
目黑線在2006年9月25日起開始運行急行列車。此時本站下行全日、上行早晚尖峰時段實施緩急接續。午間的上行列車不實施緩急接續。
2008年6月22日，目黑線延伸至日吉，目黑線增加急行班次並取消午間的目黑折返各站停車班次，本站上下線全日實施緩急接續。
月台門與西小山站一樣從地面站房時代就已設置。
2010年9月17日，車站大樓開幕。

### 月台配置
| 月台 | 路線   | 方向 | 目的地                                                               |
| ---- | ------ | ---- | -------------------------------------------------------------------- |
| 1、2 | 目黑線 | 下行 | 大岡山、多摩川、日吉方向                                             |
| 3、4 | 目黑線 | 上行 | 目黑、南北線 赤羽岩淵、 埼玉高速鐵道線 浦和美園、三田線 西高島平方向 |

（來源：東急電鐵:車站構內圖 （页面存档备份，存于））

## 使用情況
2016年度一日平均上下車人次為52,369人。僅次於目黑站、日吉站，在目黑線中排行第3位。近年一日平均上車人次如下表。
| 年度               | 1日平均 上下車人次 | 1日平均 上車人次 | 來源     |
| ------------------ | ------------------ | ---------------- | -------- |
| 1990年（平成02年） |                    | 21,888           | [ * 1 ]  |
| 1991年（平成03年） |                    | 21,989           | [ * 2 ]  |
| 1992年（平成04年） |                    | 21,644           | [ * 3 ]  |
| 1993年（平成05年） |                    | 21,381           | [ * 4 ]  |
| 1994年（平成06年） |                    | 20,784           | [ * 5 ]  |
| 1995年（平成07年） |                    | 20,454           | [ * 6 ]  |
| 1996年（平成08年） |                    | 20,079           | [ * 7 ]  |
| 1997年（平成09年） |                    | 19,830           | [ * 8 ]  |
| 1998年（平成10年） |                    | 19,244           | [ * 9 ]  |
| 1999年（平成11年） |                    | 18,448           | [ * 10 ] |
| 2000年（平成12年） |                    | 18,860           | [ * 11 ] |
| 2001年（平成13年） |                    | 19,570           | [ * 12 ] |
| 2002年（平成14年） |                    | 19,573           | [ * 13 ] |
| 2003年（平成15年） | 38,330             | 19,806           | [ * 14 ] |
| 2004年（平成16年） | 39,376             | 20,132           | [ * 15 ] |
| 2005年（平成17年） | 39,774             | 20,318           | [ * 16 ] |
| 2006年（平成18年） | 40,826             | 20,811           | [ * 17 ] |
| 2007年（平成19年） | 44,276             | 22,484           | [ * 18 ] |
| 2008年（平成20年） | 45,637             | 23,011           | [ * 19 ] |
| 2009年（平成21年） | 45,687             | 22,973           | [ * 20 ] |
| 2010年（平成22年） | 46,733             |                  |          |
| 2011年（平成23年） | 47,425             |                  |          |
| 2012年（平成24年） | 48,848             |                  |          |
| 2013年（平成25年） | 50,999             |                  |          |
| 2014年（平成26年） | 51,337             |                  |          |
| 2015年（平成27年） | 52,142             |                  |          |
| 2016年（平成28年） | 52,369             |                  |          |

## 車站周邊
配合本站地下化，品川區新闢都市計畫道路都道420號線（補助26號線），擴建站前廣場，新設巴士、計程車乘車處。車站周邊正在進行再開發。
- 武藏小山車站大樓 - 東急store（日语：東急スストア）武藏小山車站大樓店、ATRIO DUE武藏小山（健身俱樂部）等[8]。
- 武藏小山商店街「Palm」 （页面存档备份，存于） - 車站東側的拱廊型商店街[17]。
- 品川區役所（日语：品川区役所）荏原第一地域中心
- 林試之森公園（日语：林試の森公園）[17]
- 品川區立後地小學校
- 品川區立小中一貫校荏原平塚學園
- 目黑區立月光原小學校
- 目黑區立向原小學校
- 目黑區立中央體育館
- 東京都立小山台高等學校（日语：東京都立小山台高等学校）
- 星藥科大學（日语：星薬科大学）
- 品川小山三郵便局
- 武藏小山溫泉清水湯

### 巴士路線
配合站前廣場擴建，新設武藏小山站巴士站 。2009年10月31日以前，乘客須使用補助26號線上的武藏小山巴士站。兩站皆由東急巴士運行。
武藏小山站
- 1號乘車處
  - 反11：經學藝大學站、駒留、松陰神社前往 世田谷區民會館（日语：世田谷区役所）[18]
  - 反11：經學藝大學站、駒留、向天神橋往 弦卷營業所（日语：東急バス弦巻営業所）[18] ※入庫
- 2號乘車處
  - 反11：經武藏小山、平塚橋往五反田站[18]

## 相鄰車站
東急電鐵
 目黑線
■急行
目黑（MG01）－武藏小山（MG03）－大岡山（MG06）
■各站停車
不動前（MG02）－武藏小山（MG03）－西小山（MG04）

## 延伸閱讀
- 宮田道一. . JTBパブリッシング. 2008-09-01. ISBN 9784533071669.

## 外部連結
- 武藏小山（各站資訊） - 東急電鐵
- 目黒線 武蔵小山駅 東急沿線情報サイト とくらく （页面存档备份，存于）